# Bipropagation
Bipropagation se imenuje algoritem za nadzorovano učenje večslojnega perceptrona (nevronske mreže). Avtor, Bojan PLOJ, je algoritem prvič predstavil na Elektrotehniški in računalniški konferenci ERK 2009 septembra leta 2009 v Portorožu. Bipropagation je mnogo hitrejši in zanesljiveši od bolj znanega algoritma backpropagation. Posebnost algoritma bipropagation je, da so vrednosti notranjih slojev premišljeno izbrane. Tako notranji sloji niso več skriti. Za izbiro vrednosti notranjih slojev je več metod. Vsem metodam je skupno, da učenje poteka postopoma – od sloja do sloja. Vzorci istega razreda se v vsakem naslednjem sloju perceptrona nekoliko medsebojno zbližajo, vzorci različni razredov pa oddaljijo. Učenje lahko poteka za vsak sloj posebej. S tem se hitrost in zanesljivost učenja zelo poveča. Učenje logične funkcije XOR z algoritmom bipropagation je v povprečju več kot 20 krat hitrejše od učenja z algoritmom backpropagation.